# Cápsula (geometría)

Representación de una cápsula

Una cápsula (del latín capsula, «caja pequeña o cofre»), o estadio de revolución, es una forma geométrica tridimensional básica que consiste en un cilindro con extremos hemisféricos. Otro nombre para esta forma es esferocilindro.
La forma se utiliza para recipientes para gases presurizados y para cápsulas farmacéuticas.

## Fórmulas
El volumen de una cápsula se calcula sumando el volumen de los dos hemisferios (una esfera de radio {\displaystyle r}) al volumen de la parte cilíndrica: {\textstyle V={\frac {4}{3}}\pi r^{3}+(\pi r^{2}a)}
Esto se simplifica en la fórmula {\displaystyle V=\pi r^{2}\left({\frac {4}{3}}r+a\right)}
La fórmula del área de la superficie es {\displaystyle C=2\pi r(2r+a)}.